# Cúp bóng đá Hungary
Cúp bóng đá Hungary (tiếng Hungary: Magyar Kupa; Hungarian Cup) là giải đấu cúp của Hungary dành cho các câu lạc bộ bóng đá. Giải được khởi động bởi Liên đoàn bóng đá Hungary với cái tên Magyar Labdarúgó Szövetség, vào năm 1909, 8 năm sau khi ra đời giải vô địch quốc gia Hungary, Nemzeti Bajnokság. Bên cạnh tất cả các câu lạc bộ chuyên nghiệp của Hungary, nhiều đội bóng nghiệp dư cũng tham dự giải này hàng năm. Những đội bóng này buộc phải có đủ điều kiện thông qua giải đấu cúp địa phương.
Đội bóng giàu thành tích nhất tại Cúp bóng đá Hungary là Ferencvárosi TC với 21 danh hiệu, kế đến là các đội kình địch cùng địa phương MTK Hungária FC với 12 chiếc cúp. Đội đương kim vô địch đang là Budapest Honvéd FC sau khi đăng quang chức vô địch thứ 8 vào năm 2020.

## Lịch sử ra đời
Mặc dù trận đấu đầu tiên của giải vô địch Hungary được tổ chức vào năm 1901, trận đấu đầu tiên của Cúp bóng đá Hungary lại diễn ra 8 năm sau, tức vào năm 1910 giữa MTK Budapest FC và Budapesti TC. Kỷ nguyên đầu tiên của Cúp bóng đá Hungary là sự thống trị của các câu lạc bộ xưng bá tại giải vô địch quốc gia lúc bấy giờ: MTK Budapest FC và Ferencvárosi TC. Ở thập niên 1910 MTK giành 4 chiếc cúp, trong khi Ferencváros chỉ giành một chiếc cúp. Tuy nhiên ở thập niên 1920 Ferencváros đoạt thêm ba danh hiệu nữa, còn MTK đoạt hai cúp. Câu lạc bộ duy nhất có khả năng chen chân vào sự kình địch của Ferencvárosi TC-MTK Budapest FC là Kispesti AC vào năm 1926.
Ở thập niên 1930, các câu lạc bộ mới cuối cùng đã gây dấu ấn để đoạt cúp vô địch bóng đá Hungary, hai trong số đó đến từ ngoài Budapest. Vào năm 1930 là Bocskai FC và năm 1934 là Soroksár FC. Các câu lạc bộ truyền thống (MTK và Ferencváros) đã đoạt ba danh hiệu: Ferencváros vào năm 1933 và 1935, MTK vào năm 1932.
Thập niên 1940 bị thống trị bởi Ferencváros với chức vô địch trong ba mùa giải liên tiếp: 1941–42, 1942–43, and 1943–44. Sự thống trị của Ferencváros chỉ bị chấm dứt bởi Szolnoki MÁV FC với chức vô địch mùa 1940–41.
Do cuộc cách mạng của Hungary năm 1956, Cúp bóng đá Hungary được tổ chức chỉ ba lần vào thập niên 1950. Ba câu lạc bộ của Budapest đều đoạt ngôi quán quân ở thập niên 1950: Budapesti Bástya, Budapesti Vasas SC, và Ferencvárosi TC. Thập niên 1960 bị thống trị bởi Rába ETO Győr với chức vô địch trong ba mùa bóng liên tiếp: 1965, 1966 và 1967. Năm 1969 Újpesti Dózsa SC trở thành nhà vô địch lần đầu tiên sau khi để thua 5 trận chung kết.
Thập niên 1970 bị thống trị bởi các đội bóng đến từ Budapest. Ferencváros vô địch 4 lần, Újpest vô địch hai lần và Vasas SC vô địch một lần. Tuy nhiên đội giành chức vô địch mùa 1976–77 lại là Diósgyőri VTK. Đây là lần đầu tiên các trận chung kết của cúp được diễn ra theo thể thức vòng tròn tính điểm.
Ở thập niên 1980, Újpesti Dózsa SC đoạt 3 chiếc cúp, trong khi Budapest Honvéd SE chỉ có thể nâng cúp hai lần. Ở thập niên 1990 Ferencvárosi TC vô địch 4 lần. Năm 1999 Debreceni VSC giành được chiếc cúp đầu tiên.
Đầu thập niên 2000, Cúp bóng đá Hungary bị thống trị bởi Debrecen với ba chức vô địch ở các năm 2001, 2008, 2010. Sự thống trị của Debrecen bị chấm dứt bởi Újpest năm 2002, Ferencváros năm 2003 và 2004 trong khi Honvéd chỉ có thể nâng cúp vào các năm 2007 và 2009 Các đội vô địch đến từ ngoài Budapest là Videoton năm 2006 và Sopron năm 2005.
Ở thập niên 2010, sự thống trị của các đội bóng ngoài Budapest vẫn tiếp tục. Debrecen đã nâng cúp hai lần ở mùa giải 2011–12 và mùa 2012–13 trong khi Kecskemét vô địch ở mùa giải 2010–11. Tuy nhiên, Újpest lại vô địch đầy bất ngờ ở mùa giải 2013–14 trong khi Ferencváros tái vô địch ở mùa 2014–15.

## Các trận chung kết
| (TĐ)    | Tái đấu                                                             |
| *       | Trận đấu đi đến hiệp phụ                                            |
| dagger  | Trận đấu được định đoạt bằng loạt sút luân lưu sau khi hết hiệp phụ |
| ‡       | Đội vô địch giành cú đúp                                            |
| Italics | Các đội bóng nằm ở ngoài giải Nemzeti Bajnokság I                   |

| #                       | Mùa       | Đội vô địch      | Tỉ số       | Á quân          | Nơi tổ chức                        | Lượng khán giả |
| ----------------------- | --------- | ---------------- | ----------- | --------------- | ---------------------------------- | -------------- |
| 1.                      | 1909–10   | MTK Budapest     | †1–1 *      | BTC             | Millenáris Sporttelep, Budapest    | 3,000          |
| 1.                      | 1909–10   | MTK Budapest     | 3–1 (TĐ)    | BTC             | Millenáris Sporttelep, Budapest    | 4,000          |
| 2.                      | 1910–11   | MTK Budapest     | 1–0         | MAC             | Üllői út, Budapest                 | 15,000         |
| 3.                      | 1911–12   | MTK Budapest     | w/o         | Ferencváros     | None                               | 0              |
| 4.                      | 1912–13   | Ferencváros      | 2–1         | BAK             | Üllői út, Budapest                 | 6,000          |
| 5.                      | 1913–14   | MTK Budapest     | 4–0         | MAC             | Üllői út, Budapest                 | 8,000          |
| Giải không được tổ chức |           |                  |             |                 |                                    |                |
| 6.                      | 1921–22   | Ferencváros      | †2–2 *      | Újpest          | Hungária körút, Budapest           | 8,000          |
| 6.                      | 1921–22   | Ferencváros      | 1–0 (TĐ)    | Újpest          | Hungária körút, Budapest           | 8,000          |
| 7.                      | 1922–23   | MTK Budapest     | 4–1         | Újpest          | Üllői út, Budapest                 | 5,000          |
| Giải không được tổ chức |           |                  |             |                 |                                    |                |
| 8.                      | 1924–25   | MTK Budapest     | 4–0         | Újpest          | Hungária körút, Budapest           | 12,000         |
| 9.                      | 1925–26   | Kispest          | †1–1 *      | BEAC            | Hungária körút, Budapest           | 300            |
| 9.                      | 1925–26   | Kispest          | 3–2 (TĐ)    | BEAC            | Postás Sport Egyesület, Budapest   | 150            |
| 10.                     | 1926–27   | Ferencváros      | 3–0         | Újpest          | Hungária körút, Budapest           | 9,000          |
| 11.                     | 1927–28   | Ferencváros      | 5–1         | Attila FC       | Üllői út, Budapest                 | 8,000          |
| Giải không được tổ chức |           |                  |             |                 |                                    |                |
| 12.                     | 1929–30   | Bocskai          | 5–1         | Szegedi Bástya  | Hungária körút, Budapest           | 1,200          |
| 13.                     | 1930–31   | III. Kerület     | 4–1         | Ferencváros     | Üllői út, Budapest                 | 3,000          |
| 14.                     | 1931–32   | Hungária         | †1–1 *      | Ferencváros     | Üllői út, Budapest                 | 9,000          |
| 14.                     | 1931–32   | Hungária         | 4–3 (TĐ)    | Ferencváros     | Hungária körút, Budapest           | 8,000          |
| 15.                     | 1932–33   | Ferencváros      | 11–1        | Újpest          | Hungária körút, Budapest           | 10,000         |
| 16.                     | 1933–34   | Soroksár         | †2–2 *      | BSZKRT          | Üllői út, Budapest                 | 1,000          |
| 16.                     | 1933–34   | Soroksár         | †1–1 * (TĐ) | BSZKRT          | Üllői út, Budapest                 | 15,000         |
| 16.                     | 1933–34   | Soroksár         | 2–0 (TĐ)    | BSZKRT          | Millenáris Sporttelep, Budapest    | 1,600          |
| 17.                     | 1934–35   | Ferencváros      | 2–1         | MTK Budapest    | Hungária körút, Budapest           | 8,000          |
| Giải không được tổ chức |           |                  |             |                 |                                    |                |
| 18.                     | 1940–41   | Szolnok          | 3–0         | Salgótarján     | Üllői út, Budapest                 | 7,000          |
| 19.                     | 1941–42   | Ferencváros      | 6–2         | Diósgyőr        | Hungária körút, Budapest           | 18,000         |
| 20.                     | 1942–43   | Ferencváros      | 3–0         | Salgótarján     | Hungária körút, Budapest           | 20,000         |
| 21.                     | 1943–44   | Ferencváros      | †2–2 *      | Kolozsvár       | Hungária körút, Budapest           | 28,000         |
| 21.                     | 1943–44   | Ferencváros      | 3–1 (TĐ)    | Kolozsvár       | Hungária körút, Budapest           | 10,000         |
| Giải không được tổ chức |           |                  |             |                 |                                    |                |
| 22.                     | 1951–52   | Budapesti Bástya | 3–2         | Dorog           | Építők stadion, Budapest           | 14,000         |
| Suspended               |           |                  |             |                 |                                    |                |
| Giải không được tổ chức |           |                  |             |                 |                                    |                |
| 23.                     | 1954–55   | Vasas Budapest   | 3–2         | Budapest Honvéd | Népstadion, Budapest               | 40,000         |
| 24.                     | 1955–58   | Ferencváros      | 2–1         | Salgótarján     | Népstadion, Budapest               | 10,000         |
| Giải không được tổ chức |           |                  |             |                 |                                    |                |
| 25.                     | 1964      | Budapest Honvéd  | 1–0         | Győr            | Népstadion, Budapest               | 8,000          |
| 26.                     | 1965      | Győr             | 4–0         | Diósgyőr        | Népstadion, Budapest               | 3,000          |
| 27.                     | 1966      | Győr             | †1–1 *      | Ferencváros     | Népstadion, Budapest               | 10,000         |
| 27.                     | 1966      | Győr             | 3–2 (TĐ)    | Ferencváros     | Népstadion, Budapest               | 17,000         |
| 28.                     | 1967      | Győr             | 1–0         | Salgótarján     | Népstadion, Budapest               | 3,000          |
| 29.                     | 1968      | MTK Budapest     | 2–1         | Budapest Honvéd | Népstadion, Budapest               | 8,000          |
| 30.                     | 1969      | Újpest           | 3–1         | Budapest Honvéd | Népstadion, Budapest               | 15,000         |
| 31.                     | 1970      | Újpest           | 3–2         | Komló           | Népstadion, Budapest               | 5,000          |
| 32.                     | 1971–72   | Ferencváros      | 2–1         | Tatabánya       | Megyeri út, Budapest               | 4,000          |
| 33.                     | 1972–73   | Vasas Budapest   | †4–3 *      | Budapest Honvéd | Népstadion, Budapest               | 10,000         |
| 34.                     | 1973–74   | Ferencváros      | 3–1         | Komló           | Népstadion, Budapest               | 10,000         |
| 35.                     | 1974–75   | Újpest           | 3–2         | Szombathely     | Népstadion, Budapest               | 3,000          |
| 36.                     | 1975–76   | Ferencváros      | 1–0         | MTK Budapest    | Népstadion, Budapest               | 15,000         |
| 37.                     | 1976–77   | Diósgyőr         | RR          | Ferencváros     | Home and Away matches              | —              |
| 38.                     | 1977–78   | Ferencváros      | †4–2 *      | Pécs            | Népstadion, Budapest               | 20,000         |
| 39.                     | 1978–79   | Győr             | 1–0         | Ferencváros     | Népstadion, Budapest               | 10,000         |
| 40.                     | 1979–80   | Diósgyőr         | 3–1         | Vasas Budapest  | Veszprémi stadion, Veszprém        | 15,000         |
| 41.                     | 1980–81   | Vasas Budapest   | 1–0         | Diósgyőr        | Szegedi stadion, Szeged            | 10,000         |
| 42.                     | 1981–82   | Újpest           | 2–0         | Videoton        | Szekszárdi stadion, Szekszárd      | 18,000         |
| 43.                     | 1982–83   | Újpest           | 3–2         | Budapest Honvéd | Népstadion, Budapest               | 5,000          |
| 44.                     | 1983–84   | Siófok           | 2–1         | Győr            | Sóstói Stadion, Székesfehérvár     | 17,000         |
| 45.                     | 1984–85   | Budapest Honvéd  | 5–0         | Tatabánya       | Népstadion, Budapest               | 3,000          |
| 46.                     | 1985–86   | Vasas Budapest   | †0–0        | Ferencváros     | Népstadion, Budapest               | 20,000         |
| 47.                     | 1986–87   | Újpest           | 3–2         | Pécs            | Népstadion, Budapest               | 3,000          |
| 48.                     | 1987–88   | Békéscsaba       | 3–2         | Budapest Honvéd | Tiszaligeti Stadion, Szolnok       | 7,000          |
| 49.                     | 1988–89   | Budapest Honvéd  | 1–0         | Ferencváros     | Népstadion, Budapest               | 20,000         |
| 50.                     | 1989–90   | Pécs             | 2–0         | Budapest Honvéd | Révész utca, Tatabánya             | 3,000          |
| 51.                     | 1990–91   | Ferencváros      | 1–0         | Vác             | Diósgyőri Stadion, Miskolc         | 8,000          |
| 52.                     | 1991–92   | Újpest           | †1–0 *      | Vác             | Kórház utca, Békéscsaba            | 10,000         |
| 53.                     | 1992–93   | Ferencváros      | 1–1         | Szombathely     | Rohonci úti Stadion, Szombathely   | 18,000         |
| 53.                     | 1992–93   | Ferencváros      | †1–1        | Szombathely     | Üllői út, Budapest                 | 18,000         |
| 54.                     | 1993–94   | Ferencváros      | 3–0         | Budapest Honvéd | Üllői út, Budapest                 | 15,000         |
| 54.                     | 1993–94   | Ferencváros      | 2–1         | Budapest Honvéd | Bozsik József Stadion, Budapest    | 12,000         |
| 55.                     | 1994–95   | Ferencváros      | 2–0         | Vác             | Üllői út, Budapest                 | 8,000          |
| 55.                     | 1994–95   | Ferencváros      | 4–3         | Vác             | Stadion Városi, Vác                | 10,000         |
| 56.                     | 1995–96   | Budapest Honvéd  | 0–1         | BVSC            | Szőnyi út, Budapest                | 3,000          |
| 56.                     | 1995–96   | Budapest Honvéd  | 2–0         | BVSC            | Bozsik József Stadion, Budapest    | 6,000          |
| 57.                     | 1996–97   | MTK Budapest     | 6–0         | BVSC            | Hungária körút, Budapest           | 2,000          |
| 57.                     | 1996–97   | MTK Budapest     | 2–0         | BVSC            | Szőnyi út, Budapest                | 1,000          |
| 58.                     | 1997–98   | MTK Budapest     | 1–0         | Újpest          | Fáy utca, Budapest                 | 13,000         |
| 59.                     | 1998–99   | Debrecen         | 2–1         | Tatabánya       | Stadion Városi, Vác                | 12,000         |
| 60.                     | 1999–2000 | MTK Budapest     | 3–1         | Vasas Budapest  | Népstadion, Budapest               | 4,000          |
| 61.                     | 2000–01   | Debrecen         | 5–2         | Videoton        | Üllői út, Budapest                 | 11,000         |
| 62.                     | 2001–02   | Újpest           | †2–1 *      | Szombathely     | Stadion ETO, Győr                  | 8,000          |
| 63.                     | 2002–03   | Ferencváros      | 2–1         | Debrecen        | Puskás Ferenc Stadion, Budapest    | 10,000         |
| 64.                     | 2003–04   | Ferencváros      | 3–1         | Budapest Honvéd | Puskás Ferenc Stadion, Budapest    | 4,000          |
| 65.                     | 2004–05   | Sopron           | 5–1         | Ferencváros     | Sóstói Stadion, Székesfehérvár     | 4,000          |
| 66.                     | 2005–06   | Videoton         | †2–2        | Vasas Budapest  | Üllői út, Budapest                 | 5,000          |
| 67.                     | 2006–07   | Budapest Honvéd  | †2–2        | Debrecen        | Szusza Ferenc Stadion, Budapest    | 6,880          |
| 68.                     | 2007–08   | Debrecen         | 7–0         | Budapest Honvéd | Bozsik József Stadion, Budapest    | 2,000          |
| 68.                     | 2007–08   | Debrecen         | 2–1         | Budapest Honvéd | Oláh Gábor utcai Stadion, Debrecen | 7,500          |
| 69.                     | 2008–09   | Budapest Honvéd  | 1–0         | Győr            | ETO Park, Győr                     | 14,000         |
| 69.                     | 2008–09   | Budapest Honvéd  | 0–0         | Győr            | Bozsik József Stadion, Budapest    | 8,000          |
| 70.                     | 2009–10   | Debrecen         | 3–2         | Zalaegerszeg    | Puskás Ferenc Stadion, Budapest    | 5,000          |
| 71.                     | 2010–11   | Kecskemét        | 3–2         | Videoton        | Puskás Ferenc Stadion, Budapest    | 5,000          |
| 72.                     | 2011–12   | Debrecen         | †3–3        | MTK Budapest    | Puskás Ferenc Stadion, Budapest    | 4,000          |
| 73.                     | 2012–13   | Debrecen         | 2–1         | Győr            | Bozsik József Stadion, Budapest    | 5,000          |
| 74.                     | 2013–14   | Újpest           | †1–1        | Diósgyőr        | Puskás Ferenc Stadion, Budapest    | 22,000         |
| 75.                     | 2014–15   | Ferencváros      | 4–0         | Videoton        | Groupama Arena, Budapest           | 15,000         |
| 76.                     | 2015–16   | Ferencváros      | 1–0         | Újpest          | Groupama Arena, Budapest           | 19,000         |
| 77.                     | 2016–17   | Ferencváros      | †1–1        | Vasas Budapest  | Groupama Arena, Budapest           | 14,970         |
| 78.                     | 2017–18   | Újpest           | †2–2        | Puskás Akadémia | Groupama Arena, Budapest           | 11,270         |
| 79.                     | 2018–19   | Vidi             | 2–1         | Budapest Honvéd | Groupama Arena, Budapest           | 12,777         |
| 80.                     | 2019–20   | Budapest Honvéd  | 2–1         | Mezőkövesd      | Puskás Aréna, Budapest             | 10,000         |
| 81.                     | 2020–21   | Újpest           | †1–0 *      | Fehérvár        | Puskás Aréna, Budapest             |                |

Ghi chú:
- Ghi chú 1: Năm 1912, Ferencvárosi TC không thi đấu và bị thua Walkover.
- Ghi chú 2: Chung kết từ năm 1956 được tổ chức vào năm 1958.
- Ghi chú 3: Chung kết từ 1977 diễn ra theo thể thức đấu vòng tròn.

## Thống kê

### Thành tích theo câu lạc bộ
| Câu lạc bộ        | Đội vô địch | Á quân | Năm vô địch |
| ----------------- | ----------- | ------ | --- |
| Ferencváros 4     | 23          | 9      | 1912–13, 1921–22, 1926–27, 1927–28, 1932–33, 1934–35, 1941–42, 1942–43, 1943–44, 1955–58, 1971–72, 1973–74, 1975–76, 1977–78, 1990–91, 1992–93, 1993–94, 1994–95, 2002–03, 2003–04, 2014–15, 2015–16, 2016–17 |
| MTK Budapest 5    | 12          | 3      | 1909–10, 1910–11, 1911–12, 1913–14, 1922–23, 1924–25, 1931–32, 1951–52, 1968, 1996–97, 1997–98, 1999–00 |
| Újpest 6          | 11          | 7      | 1969, 1970, 1974–75, 1981–82, 1982–83, 1986–87, 1991–92, 2001–02, 2013–14, 2017–18, 2020–21 |
| Budapest Honvéd 7 | 8           | 11     | 1925–26, 1964, 1984–85, 1988–89, 1995–96, 2006–07, 2008–09, 2019–20 |
| Debrecen          | 6           | 2      | 1998–99, 2000–01, 2007–08, 2009–10, 2011–12, 2012–13 |
| Győr 8            | 4           | 4      | 1965, 1966, 1967, 1978–79 |
| Vasas 9           | 4           | 4      | 1954–55, 1972–73, 1980–81, 1985–86 |
| Fehérvár 11       | 2           | 5      | 2005–06, 2018–19 |
| Diósgyőr 10       | 2           | 4      | 1976–77, 1979–80 |
| Pécs 12           | 1           | 2      | 1989–90 |
| Kecskemét         | 1           | –      | 2010–11 |
| Sopron            | 1           | –      | 2004–05 |
| Békéscsaba        | 1           | –      | 1987–88 |
| Siófok            | 1           | –      | 1983–84 |
| Szolnok 13        | 1           | –      | 1940–41 |
| Soroksár          | 1           | –      | 1933–34 |
| III. Kerület      | 1           | –      | 1930–31 |
| Bocskai           | 1           | –      | 1929–30 |
| Salgótarján       | –           | 4      | – |
| Szombathely       | –           | 3      | – |
| Tatabánya         | –           | 3      | – |
| Vác               | –           | 3      | – |
| BVSC              | –           | 2      | – |
| Komló             | –           | 2      | – |
| MAC               | –           | 2      | – |
| Miskolc           | –           | 1      | – |
| BAK               | –           | 1      | – |
| Szeged            | –           | 1      | – |
| BEAC              | –           | 1      | – |
| BSZKRT            | –           | 1      | – |
| BTC               | –           | 1      | – |
| Dorog             | –           | 1      | – |
| Zalaegerszeg      | –           | 1      | – |
| Mezőkövesd        | –           | 1      | |
| Puskás Akadémia   | –           | 1      | – |
| Kolozsvár 14      | –           | 1      | – |

Ghi chú:
- Ghi chú 4: Gồm Ferencváros FC
- Ghi chú 5: Gồm MTK, MTK-VM, Hungária và Bástya.
- Ghi chú 6: Gồm Újpesti Dózsa và Újpesti TE.
- Ghi chú 7: Gồm Kispesti AC và Kispest-Honvéd.
- Ghi chú 8: Gồm Vasas ETO Gyõr và Rába Vasas ETO Gyõr.
- Ghi chú 9: Gồm Vasas SC, Budapesti Vasas SC
- Ghi chú 10: Gồm Diósgyőri MÁVAG SC
- Ghi chú 11: Gồm FC Fehérvár và Videoton FC.
- Ghi chú 12: Gồm Pécsi MFC.
- Ghi chú 13: Gồm Szolnoki MÁV SE
- Ghi chú 14: Một đội từ Cluj-Napoca, Romania.

### Thành tích theo quận
Tính đến 3 tháng 5 năm 2021
| Quận                 | Số danh hiệu | Câu lạc bộ vô địch                                                                       |
| -------------------- | ------------ | ---------------------------------------------------------------------------------------- |
| Budapest             | 60           | Ferencváros (23) MTK (12) Újpest (11) Honvéd (8) Vasas (4) Soroksár (1) III. Kerület (1) |
| Hajdú-Bihar          | 7            | Debrecen (6) Bocskai (1)                                                                 |
| Győr-Moson-Sopron    | 5            | Győr (4) Sopron (1)                                                                      |
| Borsod-Abaúj-Zemplén | 2            | Diósgyőr (2)                                                                             |
| Fejér                | 2            | Fehérvár (2)                                                                             |
| Bács-Kiskun          | 1            | Kecskemét (1)                                                                            |
| Baranya              | 1            | Pécs (1)                                                                                 |
| Békés                | 1            | Békéscsaba (1)                                                                           |
| Jász-Nagykun-Szolnok | 1            | Szolnok (1)                                                                              |
| Somogy               | 1            | Siófok (1)                                                                               |